# کادیلاک ۱۶
کادیلاک ۱۶ یا کادیلاک سیکستین (به انگلیسی: Cadillac Sixteen) یک خودرو سایز بزرگ است که توسط شرکت کادیلاک در سال ۲۰۰۳ میلادی تولید شد. این خودرو از نوع خودروی موتور جلو-محور عقب است.
موتور این خودرو ۱۶ سیلندر خطی با حجم ۱۳٬۵۸۴ سی‌سی است.